# موج: براساس یک قصه بومی ژاپنی
موج: براساس یک قصه بومی ژاپنی کتابی از مارگارت هوجز با ترجمهٔ فریدون رحیمی است که در سال ۱۳۶۳ منتشر و در مراسم کتاب سال جمهوری اسلامی ایران به‌عنوان کتاب برگزیده معرفی شد.